# Unplugged (Alicia Keys)
Unplugged è il terzo album dell'artista americana Alicia Keys (il primo dal vivo). In America vende nella prima settimana 196 000 copie, in tutto il mondo raggiunge le 245 000 copie e segna così una serie di record: è il terzo album della cantautrice che debutta al numero 1 nella classifica americana Billboard Hot 100; è il debutto più alto di un Unplugged negli ultimi 11 anni, sin dai tempi di MTV Unplugged in New York dei Nirvana ed è anche il debutto al numero 1 per un Unplugged di un'artista femminile. Il disco, registrato nella città natale dell'artista, New York, contiene nuovi arrangiamenti dei grandi successi della Keys, cover famose, e due inediti (Unbreakable e Stolen Moments), oltre a collaborazioni con altri artisti: Adam Levine, Mos Def, Common e Damian Marley.
Ha venduto in tutto 2 milioni di copie in tutto il mondo e la cantante ha ottenuto 5 nomination ai Grammy Awards del 2005.

## Singoli
Dall'album sono stati estratti due singoli: l'inedito Unbreakable e Every Little Bit Hurts, cover di Brenda Holloway. Unbreakble ha avuto un buon successo in America, raggiungendo la top 5 della classifica R&B e la top 40 della Billboard Hot 100. Ha anche ottenuto 2 nomination ai Grammy Awards del 2006.

## Tracce
1. Intro Alicia's Prayer (Acappella) – 1:11 (Hymn) – Tradizionale
2. Karma – 2:10 (Alicia Keys, Kerry Brothers Jr., Taneisha Smith)
3. Heartburn – 3:03 (Alicia Keys, Tim Mosley, Walter Millsap III, Candice Nelson, Erika Rose)
4. A Woman's Worth – 3:30 (Alicia Keys, Erika Rose, Ernest Isley, Christopher Jasper, Ronald Isley, Rudolph Isley, Marvin Isley, O'Kelly Isley)
5. Unbreakable – 4:34 (Alicia Keys, Kanye West, Harold Lilly, Garry Glenn)
6. How Come You Don't Call Me – 5:23 (Prince)
7. If I Was Your Woman – 4:04 (Gloria Jones, Clarence McMurray, Pam Sawyer)
8. If I Ain't Got You – 4:06 (Alicia Keys)
9. Every Little Bit Hurts' – 4:01 (Ed Cobb)
10. Streets of New York (City Life) – 7:35 (Alicia Keys, Taneisha Smith, Eric Barrier, Nasir Jones, Chris Martin, William Griffin)
11. Wild Horses (feat. Adam Levine) – 6:04 (Mick Jagger, Keith Richards)
12. Diary – 5:53 (Alicia Keys, Kerry Brothers Jr.)
13. You Don't Know My Name – 3:35 (Alicia Keys, Kanye West, Harold Lilly, J. R. Bailey, Mel Kent, Ken Williams)
14. Stolen Moments – 5:14 (Alicia Keys, Kerry Brothers Jr., L. Green, Wah Wah Watson)
15. Fallin' – 5:10 (Alicia Keys)
16. Love It or Leave It Alone/Welcome to Jamrock (feat. Mos Def, Common & Damian Marley) – 6:48 (Lorenzo DeChalus, Derek Murphy, Charles Davis, Kirk Khaleel, Joseph Williams, Damian Marley, Stephen Marley, Ini Kamoze)

## Classifiche
| Classifica (2005) | Posizione raggiunta |
| ----------------- | ------------------- |
| Australia         | 33                  |
| Austria           | 22                  |
| Belgio (Fiandre)  | 14                  |
| Belgio (Vallonia) | 12                  |
| Canada            | 8                   |
| Paesi Bassi       | 2                   |
| Europa            | 17                  |
| Finlandia         | 35                  |
| Francia           | 20                  |
| Germania          | 25                  |
| Irlanda           | 49                  |

| Classifica (2005)                     | Posizione raggiunta |
| ------------------------------------- | ------------------- |
| Italia                                | 21                  |
| Nuova Zelanda                         | 28                  |
| Portogallo                            | 16                  |
| Svizzera                              | 7                   |
| Regno Unito                           | 52                  |
| U.S. Billboard 200                    | 1                   |
| U.S. Billboard Top R&B/Hip-Hop Albums | 1                   |
| U.S. Billboard Top Internet Albums    | 1                   |
| U.S. Billboard Comprehensive Albums   | 1                   |